# 남문초등학교
남문초등학교(南門初等學校)는 대한민국 부산광역시 연제구 거제동에 있는 공립 초등학교이다.

## 학교 연혁
- 2002년 4월: 개교

## 참고 자료
- 남문초등학교 - 한국교육학술정보원 학교알리미